# Cầu Glienicke

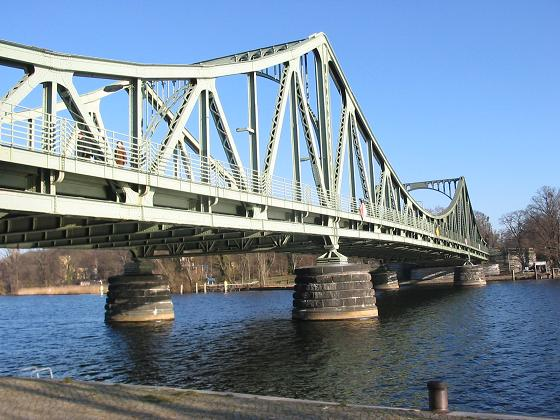
Cầu Glienicke nhìn từ phía Potsdam

Cầu Glienicke (tiếng Đức: Glienicker Brücke) bắc qua sông Havel, nối Berlin với Potsdam được giới truyền thông gọi là "cầu gián điệp" vì Liên Xô và Mỹ ba lần dùng cầu này để trao đổi điệp viên bị bắt.
- 10 tháng 2 năm 1962: Liên Xô đổi đại úy Francis Powers (phi công máy bay Lockheed U-2, bị bắn rơi ở Sverlovsk) lấy đại tá KGB Rudolf Abel.
- 11 tháng 6 năm 1985: Liên Xô đổi 23 điệp viên CIA lấy 4 điệp viên KGB.
- 11 tháng 2 năm 1986: Liên Xô đổi Anatoly Borisovich Sharansky (và 3 người khác) lấy Hana Koecher (và 4 người khác).